# رون سميث (لاعب كرة قدم أمريكية أمريكي)
رون سميث (بالإنجليزية: Ron Smith) هو لاعب كرة قدم أمريكية أمريكي، ولد في 3 مايو 1943 في شيكاغو في الولايات المتحدة، وتوفي في 2 يونيو 2013 في دنفر في الولايات المتحدة بسبب سرطان الرئة.

## وصلات خارجية
- رون سميث على موقع مرجع كرة القدم المحترفة.كوم (الإنجليزية)